# Xylostola
Xylostola là một chi bướm đêm thuộc họ Noctuidae.

## Loài
- Xylostola indistincta (Moore, 1882)
- Xylostola novimundi Dyar, 1919
- Xylostola olivata Hampson, 1909
- Xylostola punctum Berio, 1955